# Zwaar mineraal

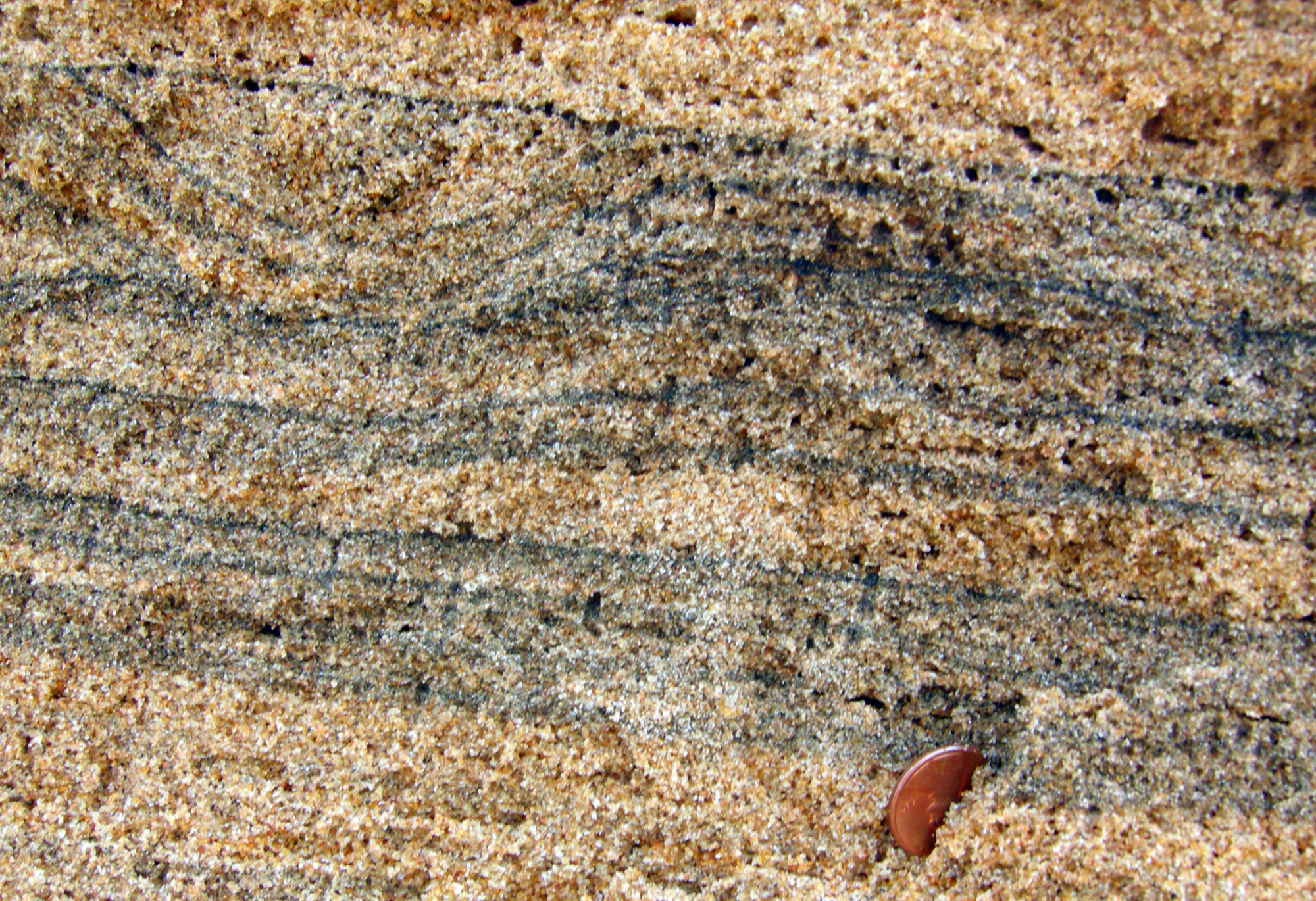
Magnetietzand.

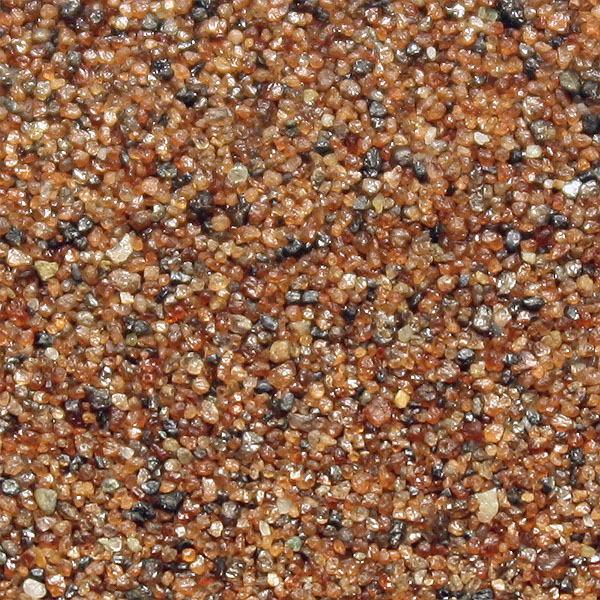
Granaatzand.

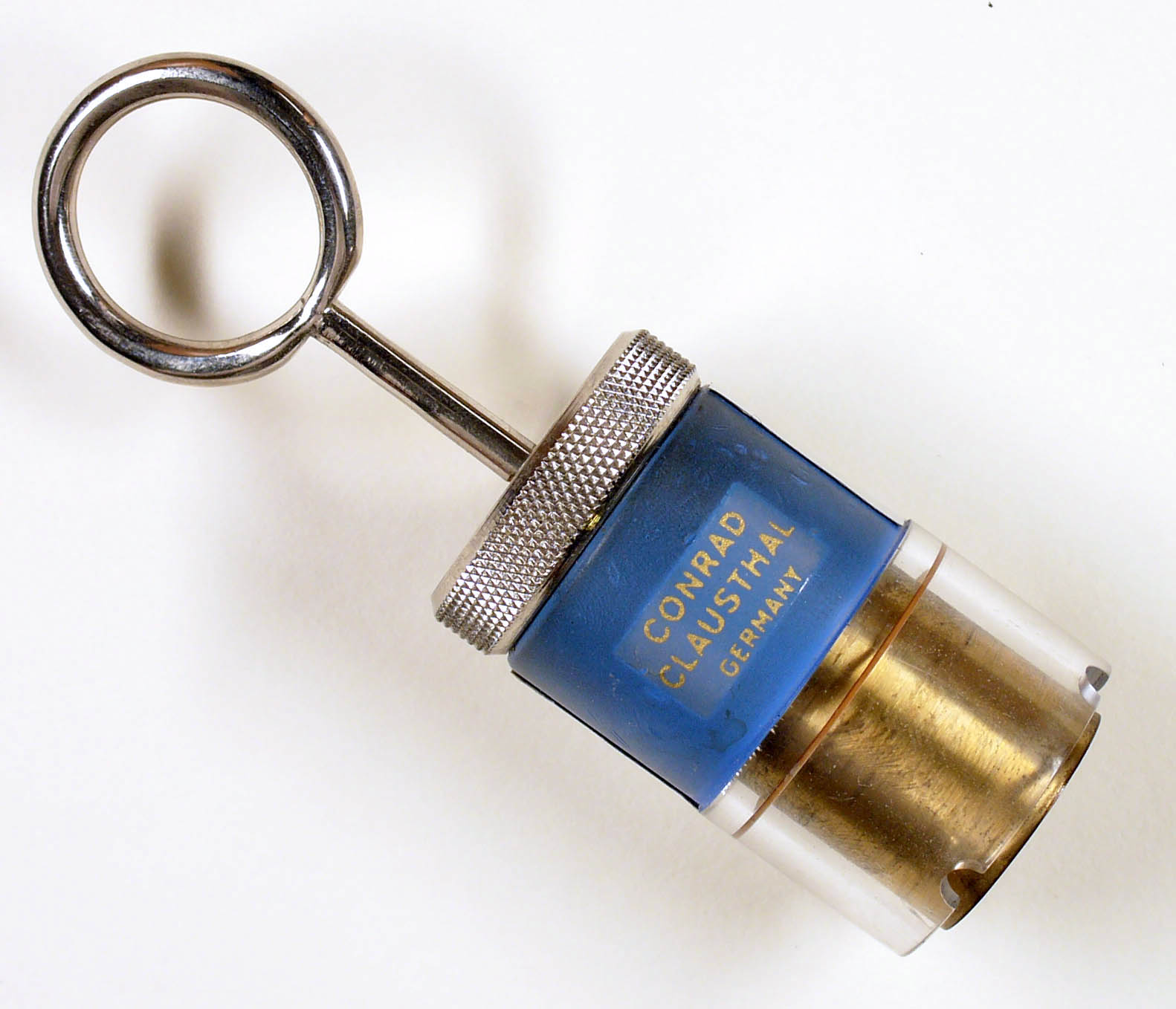
Handmagneet voor het verwijderen van de magnetische zwaarmineraalfractie.

Zware mineralen zijn mineralen met een metaalachtig uiterlijk. Zware metalen met hun verbindingen (voornamelijk de sulfiden, maar ook verbindingen met arseen, antimoon, seleen, telluur en bismut) worden tot deze groep gerekend. Ze hebben een dichtheid die groter is dan 2,9 g/cm³.

## Indeling
De zware mineralen worden meestal in twee hoofdgroepen verdeeld. De eerste groep bevat de stabiele mineralen, ook wel de B-associatie genoemd. Hiertoe behoren bijvoorbeeld toermalijn, stauroliet, zirkoon en de metamorfe mineralen, waaronder kyaniet, andalusiet en sillimaniet. Deze mineralen verweren niet snel. Sediment dat veel van deze stabiele mineralen bevat, heeft dan ook vaak een lange verweringsgeschiedenis ondergaan. In de tweede groep (A-associatie) domineren de instabiele mineralen: granaat, epidoot, alteriet, saussuriet, hoornblende, alsmede mineralen van vulkanische oorsprong, zoals augiet.
Tot de zware mineralen worden verder onder meer gerekend:
- Breithauptiet
- Chalcopyriet
- Cassiteriet
- Cinnaber
- Galeniet
- Greigiet
- Hematiet
- Ilmeniet
- Limoniet
- Magnetiet
- Milleriet
- Pyriet
- Zinkblende